# Station Wutha
Station Wutha is een spoorwegstation in de Duitse gemeente Wutha-Farnroda. Het station werd in 1854 geopend aan de Thüringer Bahn.